# Colastes curtifemur
Colastes curtifemur är en stekelart som beskrevs av Zaykov och Basamakov 1984. Colastes curtifemur ingår i släktet Colastes och familjen bracksteklar. Inga underarter finns listade i Catalogue of Life.